# Lemnia
Lemnia là một xã thuộc hạt Covasna, România. Dân số thời điểm năm 2002 là 3468 người.